# Луций Манлий Ацидин (квестор)
Луций Манлий Ацидин (на латински: Lucius Manlius Acidinus) е политик на Римската република през 2 век пр.н.е.
През 168 пр.н.е. той е квестор.
Произлиза от благородническата фамилия Манлии, клон Ацидин. Вероятно е син на консула от 179 пр.н.е. Луций Манлий Ацидин Фулвиан и племенник на Квинт Фулвий Флак (консул 179 пр.н.е.). Баща му е осиновен вероятно от Луций Манлий Ацидин (претор 210 пр.н.е.). По рождение баща му произлиза от плебейската фамилия Фулвии и е първият, познат плебей, осиновен от патрицианска фамилия.